# Bryum inclinatum x caespiticium
Bryum inclinatum x caespiticium là một loài rêu trong họ Bryaceae. Loài này được Sanio mô tả khoa học đầu tiên năm 1876.